# Volcán Parinacota

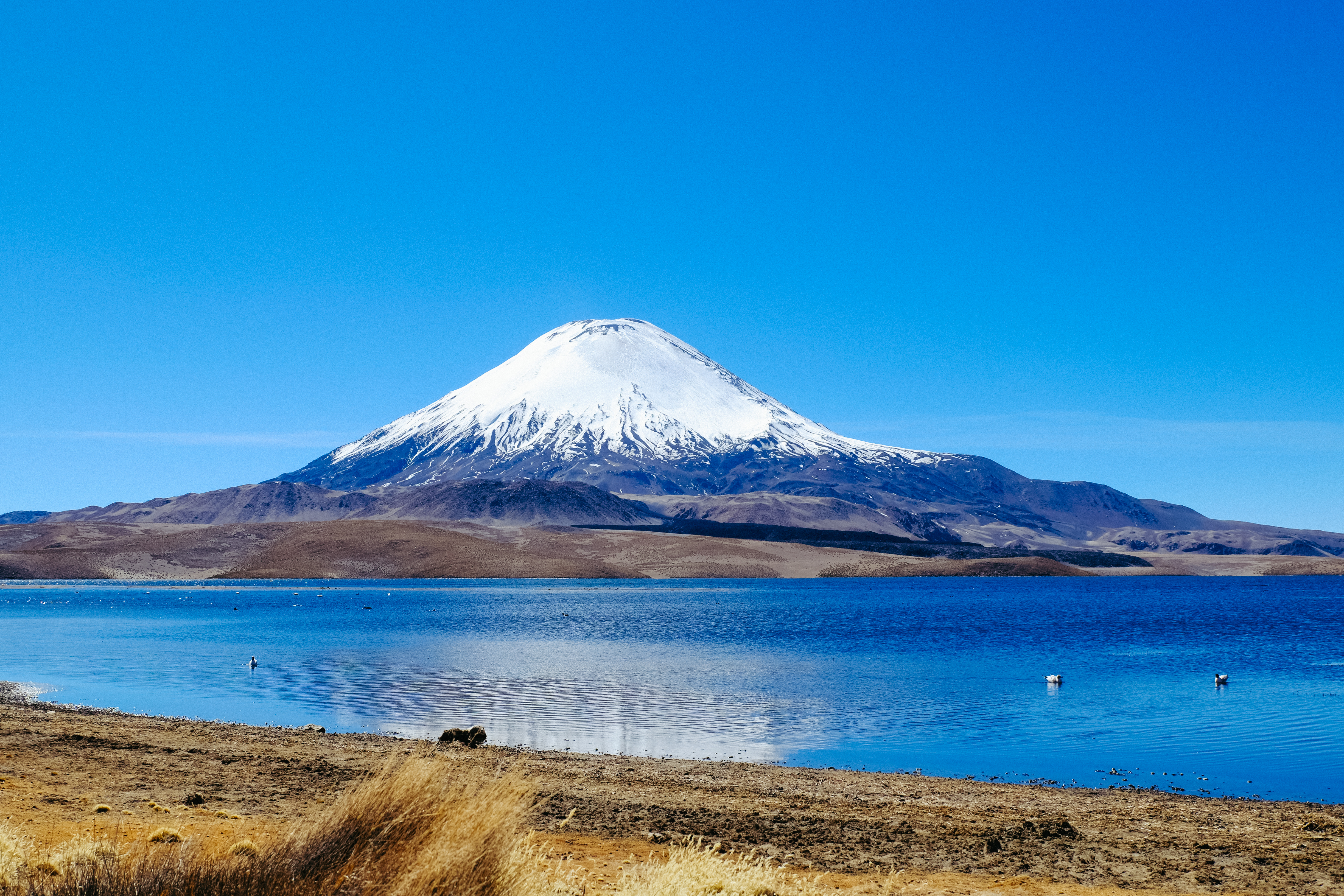
Volcán Parinacota, Vista desde el lago Chungara.

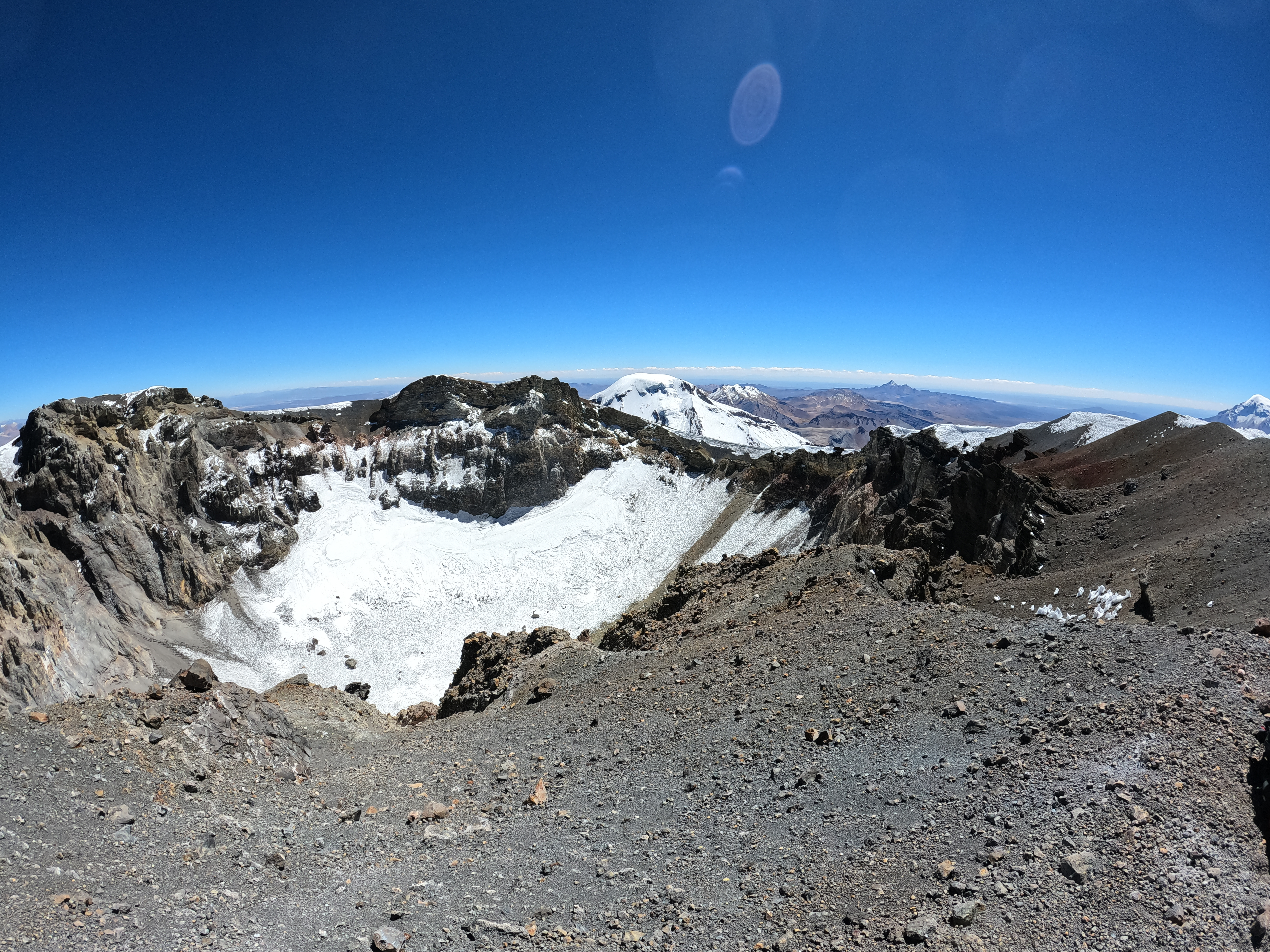
Cumbre Volcán Parinacota, vista dirección norte. En la foto se aprecia su gigantesco cráter. De fondo se puede apreciar la cara sur del Volcán Pomerape.

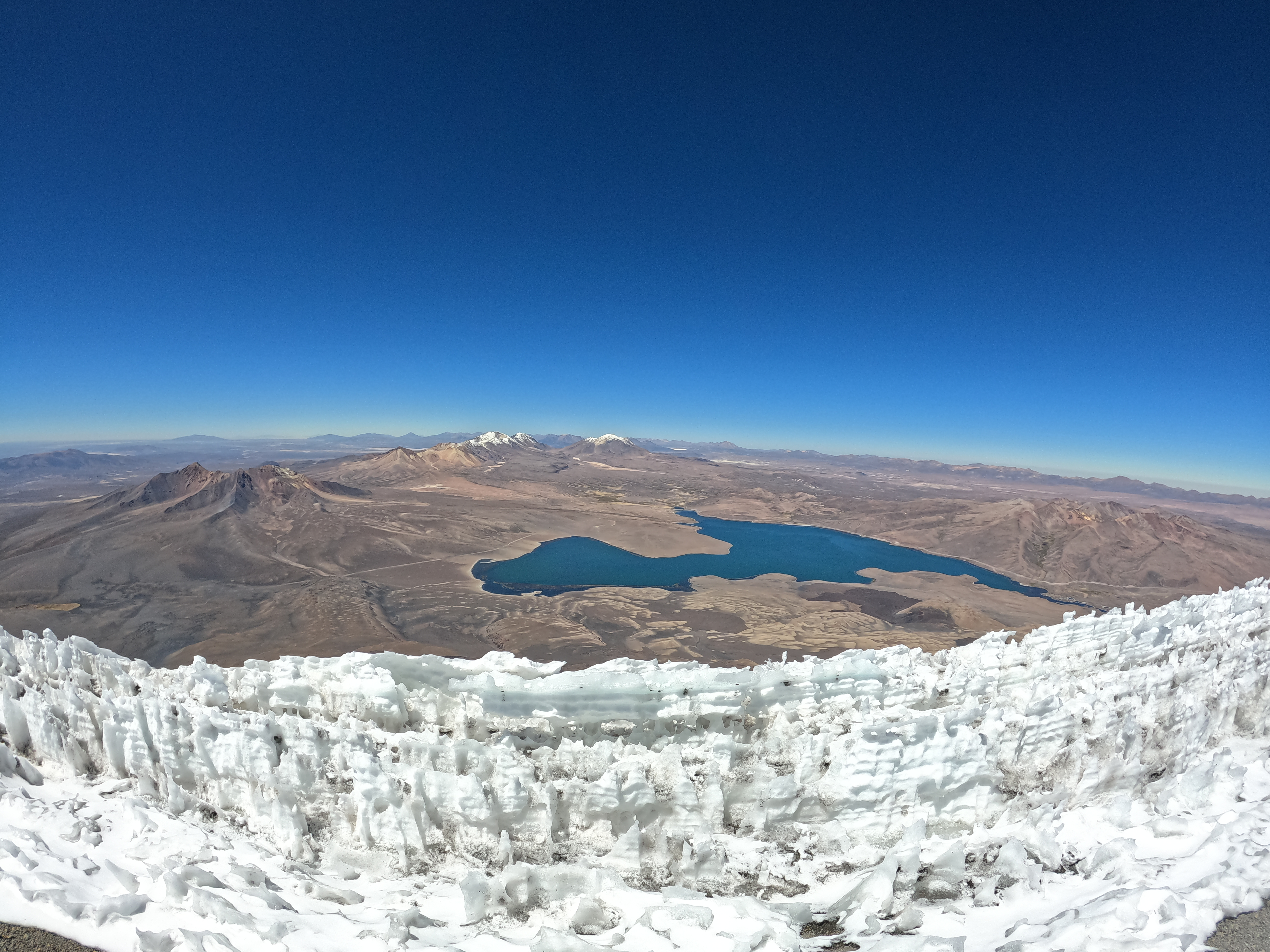
Vista hacia el lago Chungará. De fondo, el Cerro Acotango, Capurata y Volcán Guallatiri.

Vistas del volcán
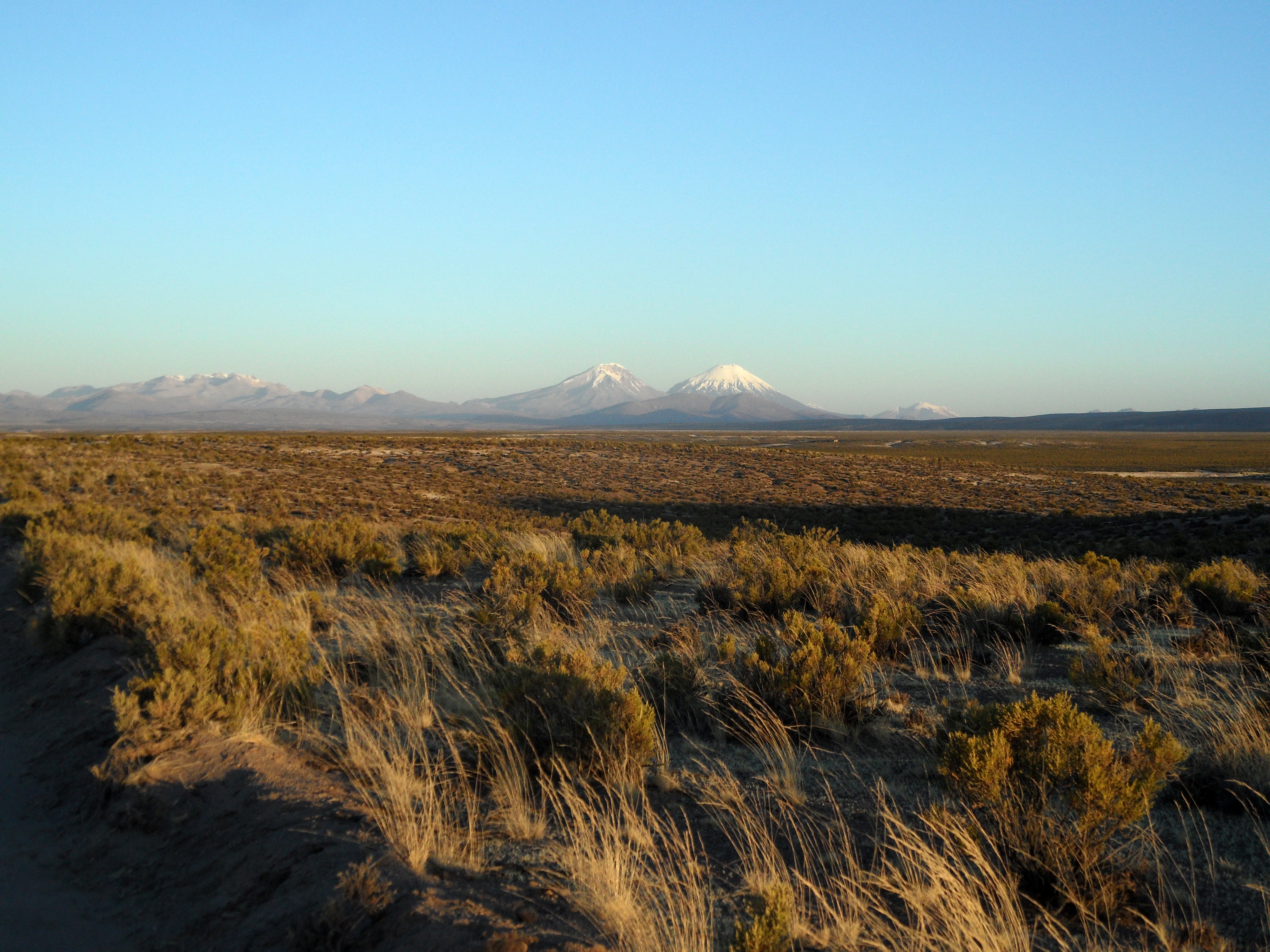
Vista del volcán Parinacota en el horizonte
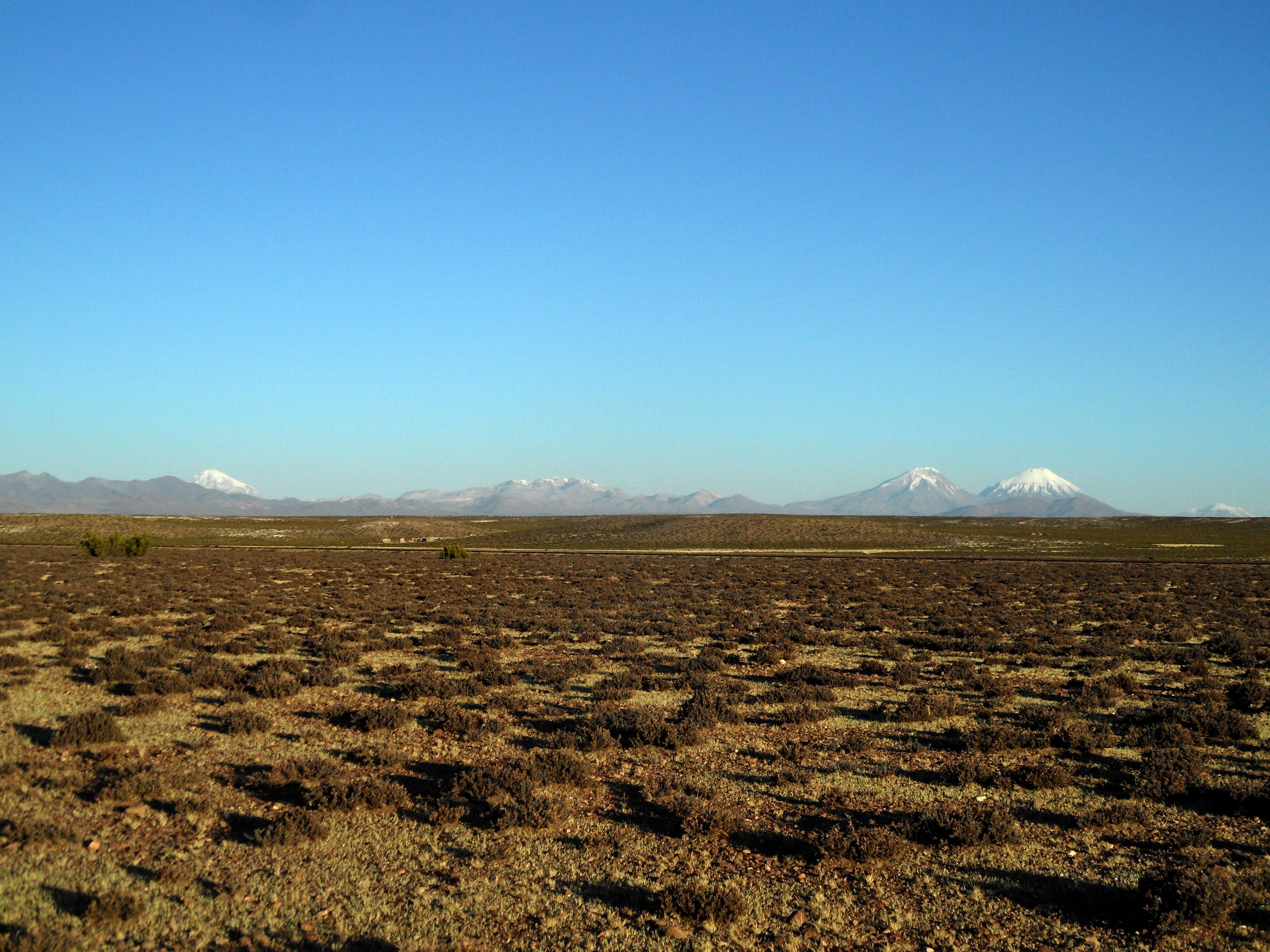
Vista del paisaje con el volcán en el fondo.
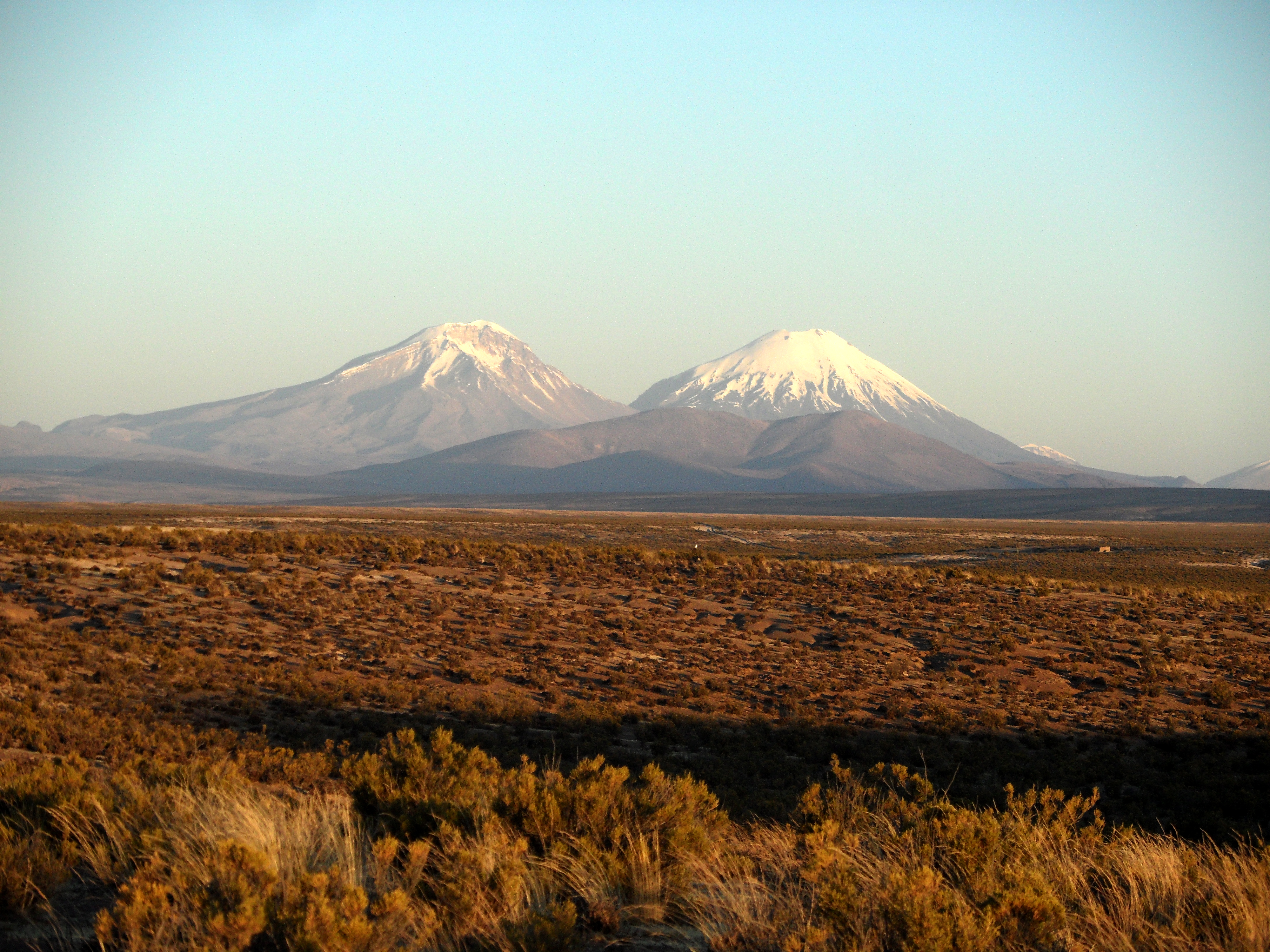
Vista cercana del volcán Parinacota.

El volcán Parinacota (del aimara: parinaquta, 'laguna de parinas') es un estratovolcán situado en la frontera de Bolivia y Chile, entre el Departamento de Oruro y la Región de Arica y Parinacota respectivamente, encontrándose sobre la cordillera de los Andes. Junto con el Pomerape, conforma los nevados de Payachatas, «dioses» para los habitantes del altiplano andino, tanto bolivianos como chilenos.
Su primera ascensión se llevó a cabo el 12 de diciembre de 1928 por el boliviano Carlos Terán y el austriaco Joseph Prem.

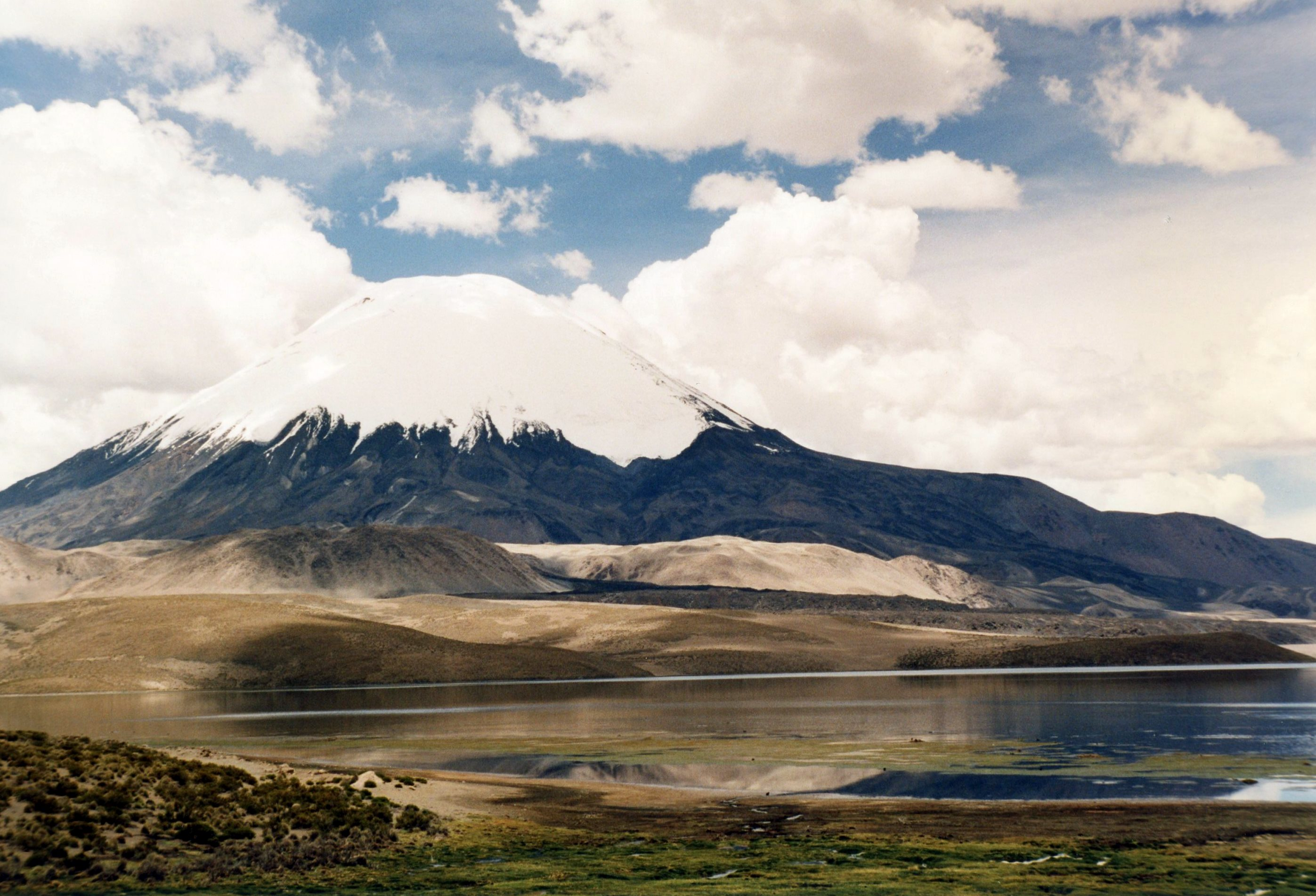
El volcán Parinacota en 1995

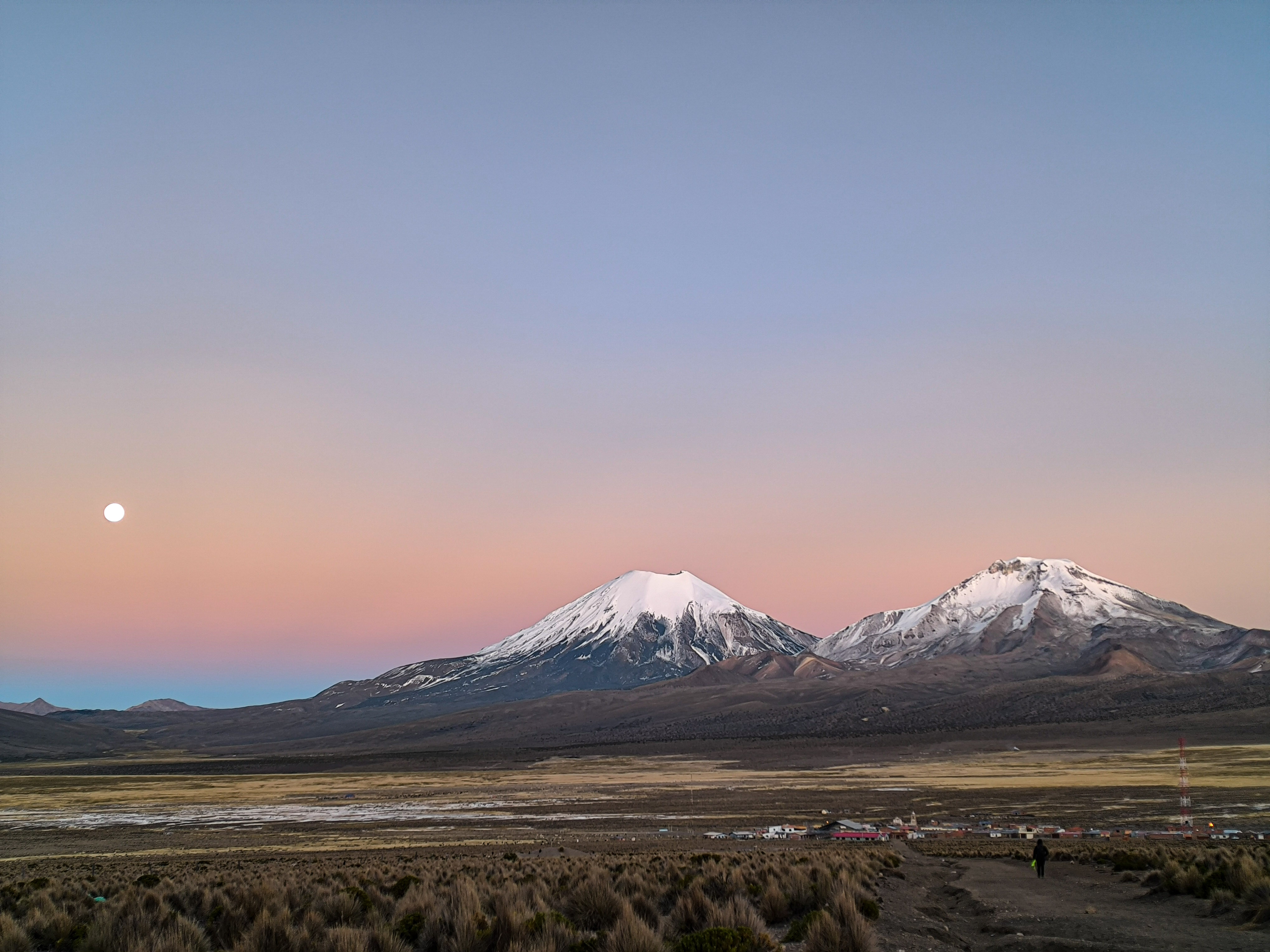
Vista del volcán Parinacota en Oruro, Bolivia.